# باس لیک (ایندیانا)
باس لیک (به انگلیسی: Bass Lake) یک منطقهٔ مسکونی در ایالات متحده آمریکا است که در شهرستان استارک، ایندیانا واقع شده‌است. باس لیک ۲۹٫۲ کیلومتر مربع مساحت و ۱٬۱۹۵ نفر جمعیت دارد و ۲۱۸ متر بالاتر از سطح دریا واقع شده‌است.